# Lavdnejekoahteluobbal
Lavdnejekoahteluobbal eller Laudnjikoatluobbal är en sjö i Finland. Den ligger i kommunen Enare i landskapet Lappland, i den norra delen av landet, 1 100 km norr om huvudstaden Helsingfors. Laudnjikoatluobbal ligger 169,6 meter över havet. Arean är 30,4 hektar och strandlinjen är 6,05 kilometer lång. Sjön  ingår i Neidenälvens huvudavrinningsområde.   Omgivningarna runt Lavdnejekoahteluobbal är i huvudsak ett öppet busklandskap.